# Temerin
Temerin (serbocroata cirílico: Темерин) es un municipio y villa de Serbia perteneciente al distrito de Bačka del Sur de la provincia autónoma de Voivodina.
En 2011 su población era de 28 287 habitantes, de los cuales 19 661 vivían en la villa y el resto en las 2 pedanías del municipio: Bački Jarak y Sirig. La mayoría de los habitantes del municipio son étnicamente serbios (19 112 habitantes), con una importante minoría de magiares (7460 habitantes).
Se ubica unos 10 km al norte de la capital provincial Novi Sad, sobre la carretera 102 que lleva a Bečej.

## Historia
Se conoce la existencia de la localidad en documentos desde 1332, cuando era un pueblo del reino de Hungría. Tras la batalla de Mohács de 1526, el pueblo pasó a formar parte brevemente del zarato de Jovan Nenad, para más tarde incorporarse al Imperio otomano, dentro del cual acabaría despoblándose en el siglo XVII. El Imperio Habsburgo repobló la localidad en la primera mitad del siglo XVIII con colonos serbios, a los que se sumaron magiares y alemanes al finalizar el siglo. En 1796, el pueblo fue comprado por el conde Sándor Szécsen, quien consiguió en 1799 el título de villa para Temerin, con cuatro ferias de ganado al año; sin embargo, las discrepancias con el conde hicieron que en 1800 los serbios abandonaran el lugar para fundar el vecino pueblo de Đurđevo, quedando a partir de entonces Temerin como una villa de mayoría étnica magiar. Los serbios volvieron a ser el grupo mayoritario en la villa a lo largo de la segunda mitad del siglo XX, como consecuencia del crecimiento demográfico provocado por la proximidad de la villa a Novi Sad.